# Domèvre-sous-Montfort
Domèvre-sous-Montfort är en kommun i departementet Vosges i regionen Grand Est (tidigare regionen Lorraine) i nordöstra Frankrike. Kommunen ligger i kantonen Vittel som tillhör arrondissementet Neufchâteau. År 2022 hade Domèvre-sous-Montfort 61 invånare.

## Befolkningsutveckling
Antalet invånare i kommunen Domèvre-sous-Montfort
| Referens: INSEE |